# Macropygia magna
Macropygia magna là một loài chim trong họ Columbidae.